# Sisikon

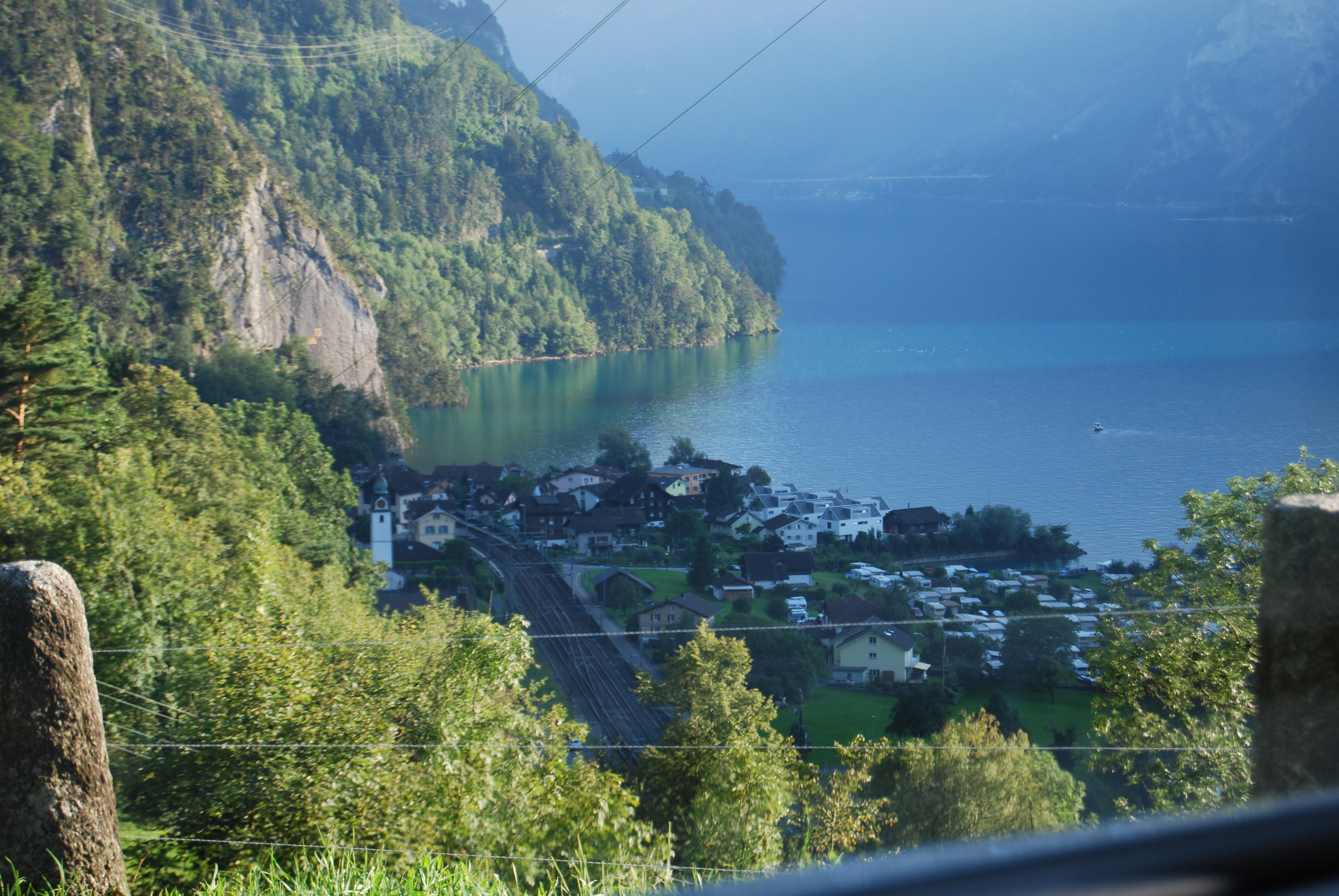
Sisikon

Sisikon és una comuna suïssa del cantó d'Uri, situada en el extrem nort del cantó, a la ribera inferior del Llac dels Quatre Cantons. Limita al nort i est amb les comunes de Morschach (SZ) i Riemenstalden (SZ), al sud amb Bürglen i Flüelen, i a l'oest amb Bauen i Seelisberg.